# 샹송가수 바르바라
샹송가수 바르바라(Barbara)는 프랑스에서 제작된 마티유 아말릭 감독의 2017년 드라마 영화이다. 잔느 발리바 등이 주연으로 출연하였다.

## 출연

### 주연
- 잔느 발리바
- 마티유 아말릭

### 조연
- 뱅상 페라니
- 페니 임베르
- 오로르 클레망
- 그레고리 콜린

## 제작진
- 음향: 올리비어 마베진
- 음향: 니콜라스 모리우
- 음향: 스테판 티부
- 미술: 로랑 보드
- 의상: 파스칼린 샤반느